# Armi della Terra di Mezzo
Questo è un elenco delle armi utilizzate nelle opere di J. R. R. Tolkien. La maggior parte di queste compaiono nei racconti Lo Hobbit, Il Signore degli Anelli e Il Silmarillion, che costituiscono il corpus principale delle opere dello scrittore ambientate nell'universo immaginario di Arda e della Terra di Mezzo. Trattandosi di un'ambientazione high fantasy, le armi e le armature si basano su modelli reali tardo antichi e alto medievali, quali spade, archi, lance, cotte di maglia e scudi.
Le stesse armi vengono riprese, a volte con radicali modifiche, negli adattamenti dei libri, e in particolare nelle trilogie cinematografiche de Il Signore degli Anelli e de Lo Hobbit.

## Armi uniche

### Spade e pugnali

#### Anglachel
Anglachel è una spada forgiata dall'elfo scuro Eöl ne Il Silmarillion usando come materiale un nuovo metallo di sua produzione, il galvorn, estratto da un meteorite, e ceduta poi al re Thingol come prezzo per rimanere nella sua foresta, il Nan Elmoth. Thingol la dona al suo vassallo Beleg quando questi parte per cercare di convincere Túrin a ritornare con lui nel Doriath; in quest'occasione la moglie del re, Melian profetizza: «Vi è malizia in questa spada. Il nero cuore del fabbro vi risiede ancora. Non amerà la mano che la impugna, né rimarrà con te a lungo». La spada, infatti, sembra essere dotata quasi di vita propria, e, come molte opere di artigianato delle saghe tolkieniane, contiene parte dell'essere del forgiatore. Beleg utilizza Anglachel per cercare di liberare Túrin, che era stato preso prigioniero dagli orchi ed era svenuto, dai suoi lacci; tuttavia la lama gli scivola, ferendo Túrin. Quest'ultimo, riscossosi all'improvviso, non riconosce Beleg, e lo uccide con Anglachel, un errore fatale che rimpiangerà a lungo.
Túrin fa poi ritorno alla sua patria, il Nargothrond, e qui Anglachel, che nel frattempo è divenuta nera, viene riforgiata dagli esperti fabbri elfici e ribattezzata Gurthang ("Ferro di morte"). Secondo quanto dice in seguito Túrin, al momento della forgiatura venne profetizzato che nessuno sarebbe sopravvissuto ad un colpo di quest'arma. Gli orchi e gli elfi soprannominano la spada e chi la porta "Mormegil" ("La spada nera") o "la spada nera del Nargothrond". Un ulteriore soprannome dato alla spada fu "spina nera del Brethil". Túrin successivamente uccide grazie a Gurthang il drago Glaurung, ma quando poco dopo scopre che sua moglie suicida era in realtà sua sorella, si suicida anch'egli per l'orrore, gettandosi disperato sulla sua stessa arma, la quale gli risponde con voce umana, acconsentendo di finirlo alla svelta. La spada si spezza e viene sepolta nel tumulo dell'eroe, dove rimarrà per sempre.

#### Angrist
Angrist (sindarin per "Tagliaferro") è un pugnale forgiato dal rinomato fabbro nano Telchar, appartenuto a Curufin. È così affilato e potente da non poter essere tenuto nel fodero. Ne Il Silmarillion viene sottratto a Curufin da Beren, il quale lo usa per svellere uno dei Silmaril dalla corona di Morgoth; quando Beren cerca di impadronirsi anche delle altre due gemme, la lama si spezza e una scheggia raggiunge Morgoth sulla guancia, svegliandolo. Beren abbandona quindi il pugnale, che da allora non sarà più utilizzato.

#### Anguirel
Anguirel è la spada sorella di Anglachel, e praticamente identica a essa nell'aspetto e nelle proprietà fisiche. Ne Il Simarillion viene sottratta al fabbro Eöl dal figlio Maeglin, quando questi scappa con la madre Aredhel per dirigersi a Gondolin.

#### Aranrúth
Aranrúth ("Collera del re") è la spada del re Thingol ne Il Silmarillion. Dopo la sua morte passa nelle mani dei re di Númenor, discendenti dello stesso.

#### Glamdring

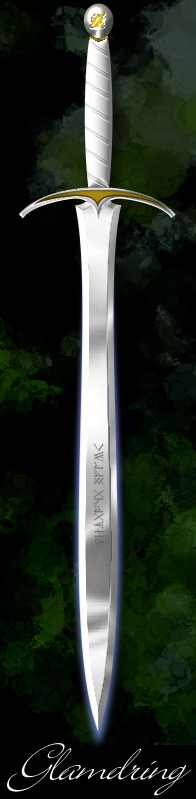
Glamdring nella trilogia cinematografica Il Signore degli Anelli

Glamdring è una spada forgiata per il re Turgon nella Prima Era. Smarrita per migliaia di anni, viene rinvenuta da Gandalf insieme a Pungolo e Orcrist nella tana dei troll ne Lo Hobbit. Lo stregone decide di tenerla per sé ed essa lo accompagna anche negli eventi de Il Signore degli Anelli. Il nome sindarin Glamdring viene tradotto "Battinemici", e gli orchi ne Lo Hobbit chiamano la spada spregiativamente "Martello". Glamdring, insieme alla gemella Orcrist, è descritta ne Lo Hobbit come corredata da splendidi foderi e con l'impugnatura riccamente decorata da gioielli. Nei Racconti incompiuti, una delle note alla storia di Tuor recita che la spada di Turgon era "...bianca ed oro...in un fodero d'avorio...", che potrebbe essere un riferimento a Glamdring.
Come tutte le spade forgiate dagli elfi, Glamdring risplende di luce bianco-azzurrina quando ci sono orchi nelle vicinanze, tuttavia questo particolare è stato omesso negli adattamenti cinematografici Il Signore degli Anelli e Lo Hobbit. Nei film la spada appare a guisa di foglia lanceolata, con la guardia istoriata di rune in lingua elfica che recitano: Turgon aran Gondolin tortha, gar a matha i vegil Glamdring, Gûd Daedheloth, Dam an Glamhoth, ovvero "Turgon il re di Gondolin tiene, possiede e impugna la spada Glamdring, Nemica del regno di Morgoth, Martello degli Orchi".

#### Gúthwinë
Gúthwinë (in inglese antico "Amica della battaglia") è la spada di Éomer ne Il Signore degli Anelli, che il guerriero utilizza nella battaglia del Fosso di Helm.

#### Herugrim
Herugrim è la spada di re Théoden ne Il Signore degli Anelli. Caduto sotto l'influsso malefico del suo servitore, il sovrano l'affida a Grima, il quale, con la scusa di tenerla al sicuro, la nasconde per lasciarla ad arrugginire. La spada viene poi rispolverata quando Gandalf guarisce Théoden.

#### Lame dei tumuli
Le lame dei tumuli sono pugnali o spade corte forgiate nel reame di Arnor verso la metà della Terza Era. Ne Il Signore degli Anelli vengono ritrovate dagli hobbit Frodo, Sam, Merry e Pipino nel tumulo di uno spettro, e Tom Bombadil le affida loro perché le usino come arma nel loro viaggio. La spada di Frodo si rompe nel confronto col Nazgûl sulle rive del fiume vicino a Gran Burrone, e viene rimpiazzata da Pungolo. Sam, Merry e Pipino, invece, conservano le loro. La lama di Merry ha un ruolo fondamentale nella battaglia dei Campi del Pelennor, in quanto riesce a ferire il re stregone di Angmar, dando a Éowyn la possibilità di ucciderlo.
Le lame dei tumuli sono descritte come di colore rossastro, con iscrizioni in caratteri risplendenti nella lingua di Númenor. Non arrugginiscono mai, finché sono tenute nei loro foderi, e sono tutte corredate di "incantesimi esiziali per Mordor".

#### Narsil

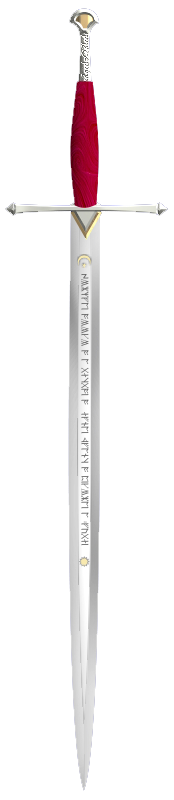
Narsil nella trilogia cinematografica Il Signore degli Anelli

Narsil è la spada di re Elendil. Viene forgiata durante la Prima Era dal nano Telchar. Il nome in sindarin contiene gli elementi nar, "fuoco", e thil, "luce bianca", in riferimento al Sole e alla Luna. È ispirata alla leggendaria spada di re Artù Excalibur. Le caratteristiche di essere stata forgiata da un nano e di risplendere di luce la accomunano invece alla spada della mitologia norrena Tyrfing.
Elendil utilizza Narsil durante l'assedio di Barad-dûr e, una volta ucciso da Sauron, quest'ultimo mette il piede sulla lama, rompendola. Suo figlio Isildur ne prende un frammento e lo utilizza per staccare l'Unico Anello dalla mano di Sauron. In ricordo della vittoria, Isildur conserverà i due frammenti dell'arma. Dopo l'assassinio di Isildur all'inizio della Terza Era, i frammenti sono portati da Ohtar, scudiero di Isildur, a Gran Burrone, dove era accudito il figlio minore di Isildur, Valandil. I frammenti di Narsil saranno da allora uno dei cimeli dei re di Arnor, e dopo la scomparsa del Regno del Nord, rimangono come eredità dei raminghi.
Nel 3019 T. E. Narsil viene riforgiata a Gran Burrone col nome di Andúril (sindarin per "Fiamma dell'Ovest") per l'erede di Isildur, Aragorn. Boromir, figlio del Sovrintendente di Gondor, giunge a Gran Burrone in tempo per il Consiglio di Elrond a causa del sogno profetico di suo fratello Faramir, nel quale gli era stato comandato di "cercare la Lama che fu spezzata". Aragorn porta con sé la spada durante il suo viaggio verso sud come membro della Compagnia dell'Anello, e la utilizza spesso per avvalorare la sua identità regale. Quando Háma gli chiede di lasciare le armi fuori Meduseld, egli è estremamente riluttante, dicendo che normalmente deporrebbe qualsiasi arma "se portassi ora qualsiasi spada che non fosse Andúril". In seguito se ne serve per ottenere il comando dell'armata dei morti.
Nella trilogia cinematografica Il Signore degli Anelli, Narsil è spezzata non in due ma in diversi frammenti, conservati come reliquie a Gran Burrone, e non viene riforgiata fino agli eventi de Il ritorno del re, quando Arwen convince Elrond a rimodellarla dai frammenti rimasti e a portarla ad Aragorn. Nel film, inoltre, Narsil non è una spada, ma piuttosto ha la forma allungata di uno spadone a due mani, e presenta un singolare pomo cavo alla fine dell'impugnatura, decorato con rune elfiche che recitano:
Narsil essenya, macil meletya, telchar carnéron navrotessë, ovvero "Narsil è il mio nome, spada potente, Telchar mi fece a Nogrod". Sebbene Tolkien scrisse che la lama portava incise delle rune, questa iscrizione è un'invenzione degli autori del film.

#### Orcrist
Orcrist è una spada forgiata dai fabbri elfici di Gondolin nel corso della Prima Era. Smarrita per migliaia di anni, viene rinvenuta da Thorin Scudodiquercia insieme a Pungolo e alla spada sorella Glamdring nella tana dei troll ne Lo Hobbit. Il nano decide di tenerla per sé ed essa lo accompagna nel resto delle sue avventure. Dopo la sua morte, la spada viene collocata sulla tomba del re. Il nome sindarin Orcrist significa "Fendiorchi", gli orchi invece si riferiscono a essa con timore come "Coltello".
Come tutte le spade forgiate dagli elfi, Orcrist risplende di luce bianco-azzurrina quando ci sono orchi nelle vicinanze. Inoltre, sebbene sia descritta come spada gemella di Glamdring, nei film Orcrist ha l'aspetto di una coltella a due mani con la tipica lama ricurva delle armi elfiche.

#### Pugnale morgul
Un pugnale morgul è una lama intrisa di magia oscura. A Colle Vento, durante il suo viaggio verso Gran Burrone con l'Anello ne Il Signore degli Anelli, Frodo viene pugnalato con un pugnale morgul dal signore dei Nazgûl. Un frammento della lama rimane dentro la ferita per diversi giorni, scavandosi lentamente la strada verso il cuore, e minacciando di uccidere l'hobbit, tramutandolo in uno spettro. Elrond riesce a rimuovere la scheggia e sanare la ferita, ma Frodo continuerà a soffrire di dolori derivanti dalla lama per tutta la sua permanenza nella Terra di Mezzo. Le proprietà curative della pianta athelas riescono a rallentare gli effetti venefici dei pugnali morgul.

#### Pungolo

Pungolo nella trilogia cinematografica Il Signore degli Anelli

Pungolo (Sting) è un pugnale elfico forgiato a Gondolin durante la Prima Era. Viene ritrovato da Bilbo nella caverna dei troll ne Lo Hobbit insieme alle lame Glamdring e Orcrist. Benché per gli standard di uomini ed elfi sia da considerarsi un pugnale, per i più piccoli hobbit Pungolo può essere utilizzato come una vera e propria spada. Il nome "Pungolo" viene dato alla spada da Bilbo dopo il suo combattimento coi ragni giganti di Bosco Atro; nelle prime traduzioni però il nome dato alla spada è "Pungiglione". Ne Il Signore degli Anelli Bilbo cede la lama a Frodo appena prima della partenza della Compagnia dell'Anello da Gran Burrone. In seguito Frodo la lascia in eredità a Sam.
Come tutte le lame elfiche, Pungolo ha la capacità magica di individuare la presenza di orchi nelle vicinanze, risplendendo di luce azzurrina, come quando la Compagnia attraversa le miniere di Moria. Gollum, che è apertamente disgustato da qualunque cosa sia stata prodotta dagli elfi, ha paura di Pungolo. Inoltre, Pungolo sembra avere delle peculiari proprietà di efficacia contro le ragnatele dei ragni giganti, come Shelob. Frodo infatti nota che quando taglia le tele di Shelob con Pungolo, queste sembrano liquefarsi al contatto con la lama, mentre al contrario Sam scopre che è quasi impossibile reciderle con la sua lama dei Tumuli.
Negli adattamenti cinematografici Il Signore degli Anelli e Lo Hobbit Pungolo viene rappresentata con una forma vagamente a foglia e decorata sulla lama con una scritta in sindarin: Maegnas aen estar nin dagnir in yngyl im, ovvero "Maegnas ("Pungiglione" in sindarin) è il mio nome e sono il flagello dei ragni".

#### Ringil
Ringil è la spada di Fingolfin, alto re dei Noldor ne Il Silmarillion e The Lays of Beleriand. Si diceva che mordesse come il gelo e scintillasse come ghiaccio. Fingolfin la brandisce contro Morgoth, infliggendogli sette ferite e tagliandogli il piede destro. Tuttavia, Fingolfin viene abbattuto dal signore oscuro, che gli spezza il collo.

### Lance

#### Aeglos
Aeglos (o Aiglos) è la lancia appartenuta a Gil-galad. Il suo nome in sindarin significa "punta di ghiaccio", da aeg, appuntito, e los, ghiaccio. È alta nove piedi (circa 2,75 metri); la lama misura due piedi, ossia 60 cm) ed è incisa in filigrana di ottone. Sulla lama è incisa in elfico la frase: Gil-galad ech vaegannen matha, aith helegnin i orch gostatha; nin ciniel na nguruthos hon essnin istatha: Aiglos, ovvero "Gil-galad impugna una lancia ben fatta, l'orco avrà timore della mia punta di ghiaccio; quando mi vedrà, nel terrore della morte conoscerà il mio nome: Aiglos". Dopo la morte di Gil-galad nella battaglia contro Sauron, la lancia venne recuperata da Elrond che la riporta a Gran Burrone, dove venne riposta nella stessa sala in cui sono conservati i frammenti di Narsil.

### Archi e frecce

#### Belthronding e Dailir
Belthronding, un arco incantato di tasso nero e Dailir, una freccia infallibile in grado di ritornare sempre indietro, sono due armi appartenenti all'elfo Beleg e citate ne Il Silmarillion e The Lays of Beleriand.

#### Freccia Nera
La Freccia Nera è un cimelio della casata di Girion, ereditata da Bard l'Arciere. È stata forgiata dal nano Thror, che nel libro Lo Hobbit è il re della Montagna Solitaria. Non è noto se abbia proprietà magiche, ma Bard afferma di essere sempre riuscito a recuperarla dopo averla utilizzata con successo. Con essa Bard riesce a colpire a morte il drago Smaug quando attacca la Città del Lago ne Lo Hobbit; la freccia va poi dispersa insieme al corpo di Smaug nel Lago Lungo.
Nella trilogia cinematografia Lo Hobbit, la Freccia Nera presenta un aspetto ben diverso: ha infatti le dimensioni di una lancia ed è concepita per essere scagliata da una balista situata a Dale. Inoltre non si tratta di un artefatto unico, ma un tempo ne esistevano numerose, che sono andate perse o distrutte durante l'attacco di Smaug alla città, salvo una, recuperata e conservata come cimelio di famiglia da Bard.

#### Freccia Rossa
La Freccia Rossa è il simbolo con cui Gondor chiede aiuto ai suoi alleati in caso di necessità. Si tratta di una freccia con delle penne nere, costituite da filamenti di acciaio, e la punta dipinta di rosso. La Freccia Rossa viene menzionata la prima volta, nelle opere di Tolkien, quando Borondir di Gondor insieme a cinque messaggeri cavalcarono verso nord, lungo il corso dell'Anduin, per rintracciare gli antichi alleati di Gondor, gli éothéod, poiché Gondor era stata attaccata dagli esterling, nel 2509 della Terza Era. Borondir fu l'unico sopravvissuto della spedizione e consegnò la Freccia Rossa al re degli éothéod, Eorl il Giovane.
Ne Il Signore degli Anelli la Freccia Rossa viene portata a Rohan da Hirgon su richiesta del sovrintendente Denethor. Il re Théoden si impegna ad andare in soccorso dell'alleato, ma durante la cavalcata di ritorno verso Minas Tirith Hirgon viene ucciso e la Freccia Rossa non viene riconsegnata, portando Denethor a credere di essere stato abbandonato dai rohirrim. Nella trilogia cinematografica Il Signore degli Anelli, la freccia non appare, infatti sono i fuochi di segnalazione che vengono usati da Gondor per chiedere aiuto a Rohan.

### Asce e martelli

#### Ascia di Durin
L'Ascia di Durin è il massimo cimelio dei nani del popolo di Durin, appartenuta a Durin I, padre di tutti i Lungobarbi.
Rimane a Moria dopo che la colonia viene abbandonata nell'anno 1981 della Terza Era. Nel 2989 è ritrovata dalla spedizione guidata da Balin, e perduta nuovamente nel 2994, quando la colonia viene distrutta.

#### Dramborleg
Dramborleg è la grande ascia usata da Tuor, menzionata nei Racconti ritrovati e nei Racconti incompiuti. Sembra che riuscisse a muoversi addirittura di sua volontà, e uccise ben cinque Balrog durante la caduta di Gondolin. Dopo la partenza del suo padrone per l'Ovest, rimane ai suoi discendenti, e diviene così uno dei cimeli della casa regnante di Númenor; va poi perduta durante l'inabissamento dell'isola alla fine della Seconda Era.

#### Grond
Grond, detto anche Martello degli Inferi, è il nome di due armi della Terra di Mezzo. Nella Prima Era ne Il Silmarillion, Grond è il martello da guerra di Morgoth, che egli brandisce nel suo duello contro Fingolfin. Ogni volta che il martello colpisce il suolo, forma un vero e proprio cratere, da cui salgono fumo e fiamme. Morgoth riesce a uccidere l'alto re, ma non senza venire ferito ben sette volte.
Nella Terza Era, l'enorme ariete, lungo un centinaio di piedi e con la testa forgiata a forma di lupo, che viene impiegato durante l'assedio di Minas Tirith della battaglia dei Campi del Pelennor ne Il Signore degli Anelli, viene chiamato Grond in onore del martello di Morgoth. Con l'aiuto degli incantesimi che il re negromante di Angmar ha gettato sull'arma durante la sua forgiatura a Mordor, Grond riesce ad abbattere i formidabili cancelli della cittadella. Nella trilogia cinematografica Il Signore degli Anelli, Grond erutta fiamme dalle sue fauci e viene trainato da enormi creature simili a rinoceronti.

### Bastoni
Gli stregoni usano dei bastoni magici attraverso i quali canalizzano il loro potere e creano incantesimi. Vengono anche utilizzati come armi di difesa.

#### Bastone di Gandalf
Il bastone di Gandalf è di legno, con una pietra in cima, capace di illuminarsi. Lo utilizza in molte occasioni ne Lo Hobbit e Il Signore degli Anelli, come sostegno, ma anche come arma, facendo coppia con la spada Glamdring. Il bastone si spezza nello scontro con il Balrog a Moria, quando viene usato per distruggere il ponte di Khazad-dûm. Dopo la sua rinascita come Gandalf il Bianco, il personaggio è dotato di un nuovo bastone, bianco come gli abiti, ispirato alle foglie dell'albero mallorn.
Negli adattamenti cinematografici Gandalf utilizza cinque bastoni diversi: il primo è in legno con una punta a forma di fiamma che perde nello scontro con Sauron ne Lo Hobbit; il secondo è quello di Radagast, che glielo consegna affermando "ne hai più bisogno di me" e che porta anche all'inizio de Il Signore degli Anelli, ma gli viene sottratto a Isengard da Saruman; con il terzo parte da Gran Burrone ed è quello che utilizza per illuminare Moria e combattere con il Balrog; lo perde cadendo. Dopo la rinascita utilizza un nuovo bastone bianco che però si spezza ne Il ritorno del re nello scontro con il re stregone di Angmar. Alla fine lo si vede salpare sulla nave con un nuovo bastone, uguale al precedente.

#### Bastone di Saruman
Il bastone di Saruman viene definito scuro e visibilmente pesante; probabilmente in metallo, visto che Saruman e il suo mentore Aulë erano esperti di metallurgia. Quando Gandalf caccia Saruman dall'ordine degli istari gli spezza il bastone. Negli adattamenti cinematografici il bastone è come viene descritto nei libri, con una pietra sferica in cima.

#### Bastone di Radagast
Il bastone di Radagast non viene mai descritto nei romanzi, anche se dalle parole di Saruman, si presume che tutti e cinque gli stregoni ne abbiano uno. Nella trilogia cinematografica Lo Hobbit ricorda la forma di un ramo, con un cristallo blu in cima, che lo stregone usa per fare i suoi incantesimi. Lo dona a Gandalf.

### Armi del re stregone di Angmar
Ne La Compagnia dell'Anello il re stregone di Angmar porta una normale spada, come gli altri Nazgûl, oltre alla lama morgul con la quale pugnala Frodo. Ne Il ritorno del re, è equipaggiato con una spada che rende fiammeggiante quando fronteggia Gandalf davanti alle porte infrante di Minas Tirith. In seguito, nel suo duello contro Éowyn utilizza una grande mazza (un mazzafrusto nel film).

## Armi generiche

### Spade

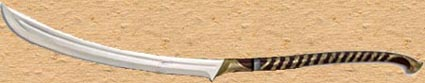
Spada degli elfi, realizzata per la trilogia cinematografica Il Signore degli Anelli

Le spade sono le armi più diffuse nella Terra di Mezzo, soprattutto tra gli elfi e gli uomini. Tra gli elfi, i noldor sono conosciuti per la qualità delle loro spade, solitamente a lama dritta e che brillano di luce quando orchi o altre creature malvagie si trovano nelle vicinanze. Anche i nani sono ottimi fabbri di spade; il nano Telchar, ad esempio, forgia Narsil, la spada di Elendil. In combattimento però non le utilizzano spesso, preferendo ricorrere ad asce. Eccezioni però esistono, come le truppe di Dáin II Piediferro, che ne Lo Hobbit usano spade corte e scudi, oltre che asce.
Come descritto nei Racconti incompiuti, i númenóreani utilizzano una spada corta denominata eket; Isildur, caduto nella disastrosa imboscata di Campo Gaggiolo, getterà via tutte le armi e l'armatura tranne il suo eket. L'arma più utilizzata dagli orchi è altresì una spada, in particolare si tratta di una scimitarra con una lama ricurva. Molto frequente è anche l'uso di lame più corte, pugnali o coltelli come armi secondarie o di scorta.

### Lance
La lancia è un'arma comune nella Terra di Mezzo. I vanyar sono famosi per le loro lance; la lancia è anche l'arma principale dei cavalieri rohirrim. Saruman usa dei lanceri sia nella battaglia dei guadi dell'Isen sia in quella del Fosso di Helm. Fanno uso di lance anche gli elfi di Bosco Atro nella battaglia dei cinque eserciti, i raminghi della Grigia Compagnia nella battaglia dei Campi del Pelennor, e gli orchi.

### Archi
L'arco è un'arma diffusa tra gli elfi e gli uomini di diverse ere. Gli elfi utilizzano sia archi lunghi (come nel caso degli elfi del Doriath e di Lothlórien) sia corti (nel caso di Legolas e degli elfi di Bosco Atro), fatti di legno. Sembra che i boscaioli ne Lo Hobbit portino grandi archi, così come gli uruk-hai di Saruman. Nei Racconti incompiuti si menziona il fatto che i númenóreani utilizzano un arco peculiare, fatto di acciaio cavo, assai temuto dai loro nemici.

### Asce
Le asce da battaglia sono utilizzate prevalentemente dai nani nelle opere di Tolkien. L'ascia più famosa è l'Ascia di Durin, padre dei nani e primo re di Moria, persa durante il sacco di Moria e ritrovata da Balin durante la ricolonizzazione. Va nuovamente perduta dopo che il Flagello di Durin distrugge la colonia e uccide i nani. Nella trilogia cinematografica Il Signore degli Anelli il nano Gimli utilizza diverse asce: alcune da lancio, e per il corpo a corpo usa spesso l'ascia bipenne di Balin ritrovata a Moria nella tomba del nano. Fanno uso occasionale di asce anche gli elfi, in particolare i sindar nella Prima Era, gli uomini e gli orchi.

### Scudi
La maggior parte dei guerrieri della Terra di Mezzo adotta uno scudo per proteggersi in battaglia, un dettaglio che Tolkien ha ripreso dai suoi studi di storia antica e medievale. Gli scudi della Terra di Mezzo variano grandemente in forme e dimensioni, in base alla razza o al popolo che li produce.
Gli scudi degli elfi sono prodotti in metallo, resistenti ma allo stesso tempo leggeri e maneggevoli. La loro foggia riproduce le forme arboree della natura: quelli usati nella Seconda Era, ad esempio, ricordano foglie allungate e ornate da intagli serpeggianti e sinuosi; le due estremità sono rastremate e appuntite, in modo da poter essere usate in caso di necessità anche come armi da offesa. Gli scudi nanici, invece, erano più squadrati e tozzi, composti da legno rinforzato con bande di metallo.
Gli scudi prodotti dagli uomini si rifanno principalmente a due stili: gli scudi dei gondoriani, di derivazione númenoreana, sono forti e massicci, in legno bordato di metallo, e sono rettangolari con il bordo inferiore che si estende a formare una punta, per aumentarne la copertura; quelli dei rohirrim sono anch'essi di legno, ma questo è spesso ricoperto da cuoio conciato. Sono inoltre di forma circolare, per non costituire un potenziale pericolo a cavallo e cavaliere durante la cavalcata. Gli scudi degli orchi, infine, sono rozzi, costruiti con materiali di recupero come metalli e legname e messi insieme in maniera rudimentale. A seconda dell'etnia orchesca, possono essere più o meno elaborati: ad esempio gli scudi portati in guerra dagli eserciti di Sauron e di Saruman sono solidi e forgiati appositamente per la guerra, mentre quelli degli orchi di Moria sono più raffazzonati, creati con ciò che resta del precedente popolo nanico.

### Armature
I soldati della Terra di Mezzo utilizzano di solito armature di tipo cotta di maglia o a scaglie. I nani sono famosi per la realizzazione di armature di maglia di eccezionale qualità; un esempio per tutti la maglia di mithril indossata da Frodo. Ne Il Signore degli Anelli gli orchi indossano cotte di maglia di scarsa qualità, con anelli radi e malamente congiunti tra loro. Tuttavia, ne Il Silmarillion, Beleg, quando sceglie un'arma nelle armerie di Thingol, scegliendo Anglachel afferma di non aver avuto fino ad allora una lama in grado di competere con le armature degli orchi. Questo fa supporre che la qualità dei prodotti degli orchi sia andata diminuendo col passare del tempo.

## Armi del film

### Armi uniche

#### Hadhafang
Nella trilogia cinematografica Il Signore degli Anelli, Hadhafang è la spada utilizzata da Arwen per difendere Frodo contro i Nazgûl. La spada e la sua storia non fanno parte del romanzo, e sono stati inventati appositamente per i film. Infatti, siccome nella pellicola il personaggio di Arwen ha una scena d'azione (contrariamente a quanto avviene nel romanzo, dove il suo ruolo è ricoperto da Glorfindel), era necessario equipaggiarla con un'arma che avesse una storia e una tradizione alle spalle, come quasi tutte le armi dell'opera originale.
Stando alle fonti ufficiali della trilogia cinematografica, il nome "Hadhafang" è un neologismo sindarin che significa letteralmente "Massacra-folla" e la spada appartenne un tempo alla principessa elfica Idril, che amò il mortale Tuor e diede alla luce Eärendil, il padre di Elrond, che a sua volta è il padre di Arwen. Prima della nascita di Arwen, Elrond impugnò Hadhafang alla fine della Seconda Era, durante l'Ultima Alleanza, nella grande battaglia contro Sauron alle falde del Monte Fato.
La lama dell'arma è decorata con delle rune cirth in sindarin che recitano: Aen estar Hadhafang i chathol hen, thand arod dan i thang an i arwen, che tradotto diventa "Questa lama è chiamata Hadhafang, una nobile difesa per una nobile dama, contro schiere di nemici" in quanto in sindarin "Arwen" significa "donna nobile o regale". Come tutti gli oggetti di scena della trilogia cinematografica, è stata realizzata dalla Weta Workshop.

### Armi generiche

#### Balestre
Gli uruk-hai utilizzano delle balestre nella battaglia del Fosso di Helm; Tolkien non fa mai menzione di balestre nei suoi libri.

#### Lhang
La parola lhang indica una spada elfica con un'impugnatura molto lunga e la lama ricurva; è stata disegnata e realizzata dagli artigiani della Weta Workshop appositamente per la trilogia cinematografica Il Signore degli Anelli. Come forma, ricorda una spada giapponese di tipo nagamaki.